# 叶法善
叶法善（616年—720年），字道元，一字道素，括州括苍县（今浙江省丽水市）人。據傳葉生於隋煬帝大業十二年（西元616年），卒於唐明皇開元十年（西元722年），一說尸解於開元八年（720年），地曰景龍觀。年一百又七歲。无病而终，羽化成仙，墓址在今丽水市境内。

## 生平
叶法善授予银青光禄大夫，鸿胪卿，越国公，景龙观主。叶法善祖宗四代皆为道士。祖父叶国重，弘道有功，谥有道先生；父亲慧明荫封歙州刺史，赐号淳和。
据《旧唐书》记载，叶法善“少传符箓，尤能厌劾鬼神”。他和其叔祖叶静能都非常有名，许多实际很有传奇色彩，唐代许多文学作品以他们二人为题材。

## 相關

##### 天师印
叶法善有双铜印遗世，俗称“天师印”，被奉为驱魔之宝。印文一为“南阳开国”，一为“道经师宝”。

##### 李邕《葉有道碑》
葉法善之祖，名國重，葬於松陽之酉山，法善於其處置道院，立碑於下，並請北海為其祖作碑文。北海夢葉法善再來求書，允之，書未盡，鐘鳴夢覺，至丁字下，數點而止。當法善刻碑畢，將墨本前往致謝，北海驚道：始吾以為夢，乃真邪？此即世所盛稱之追魂碑，亦稱丁丁碑也。

## 神話
葉法善修道且精於法術，亦曾因唐明皇之追問，道出張果為混沌初分白蝙蝠，言訖七竅流血，僵仆於地，明皇求張果赦之，張果以水噀法善面，遂復生。有弟子百餘人，入室者盧齊物、尹愔。